# Дафна Декел
Дафна Декел (хебр. דפנה דקל‎; романизовано Dafna Dekel; Ашдод, 7. мај 1966) израелска је певачица, глумица и телевизијска личност.

## Биографија
Декелова је рођена у Ашдоду, у породици јеменитског порекла, као најстарија од троје деце. Музиком се бавила од најранијег детињства, а пажњу музичке критике на себе је скренула током служења војног рока у Војсци Израела 1985. где је наступала у војној музичкој групи. Након одслужења војног рока играла је у израелском мјузиклу Salah Shabati наменски рађеном у част обележавања 40. година од оснивања Државе Израел. 
Године 1989. објавила је први студијски албум под називом Дафна Декел, а Декелова је била комплетан аутор 4 од укупно 8 песама. Први запаженији успех у каријери постигла је 1992. победивши на националном фестивалу Kdam који је имао функцију националног избора за Евровизију. Њена песма под називом Ze Rak Sport  (у преводу То је само спорт) на Песми Евровизије у Малмеу је заузела високо 6. место са 85 бодова. 
Након Евросонга Декелова се посветила дечијој музици и пуне три године је радила као водитељ тада популарне дечије емисије Pilei klaim. Други студијски албум објавила је тек 1994. године. Заједно са Јигалом Равидом и Сигал Шахмон водила је програм Песме Евровизије 1999. чији домаћин је био град Јерусалим.
Трећи студијски албум под називом Дневник објавила је 2009. године. 